# 望和支线
望和支线，是位于北京市朝阳区的铁路支线，北起望京站，西到和平里站11道土挡，全长10.241公里。和平里站是望和支线终点站，是北京市区东北部主要货运站。

## 历史
1968年9月，中共中央决定沿内城城墙修建环城地铁。为取代原环城铁路4站的城区货运任务，建设望和线与和平里货运站。
望和支线由铁三院设计，北京铁路局施工。和平里站到发线2股，有限长450米。货场分南北两区。南区6股道；北区7股道。正线与北区1968年开工，1969年建成通车。南区1970年开工，1979年通车。总投资1178.6万元，由北京地铁二期工程列支。正线采用43kg钢轨，最小曲线半径400m，最大坡度4.8‰，桥梁4座141m。
1999年，北京城市轻轨铁路（即今北京地铁13号线）开工建设。这条轻轨铁路是利用京包铁路、东北铁路内环线、望和支线这3段既有铁路的线路位置及其交通走廊建设。由此望和支线于2002年被拆除。

## 相关图片

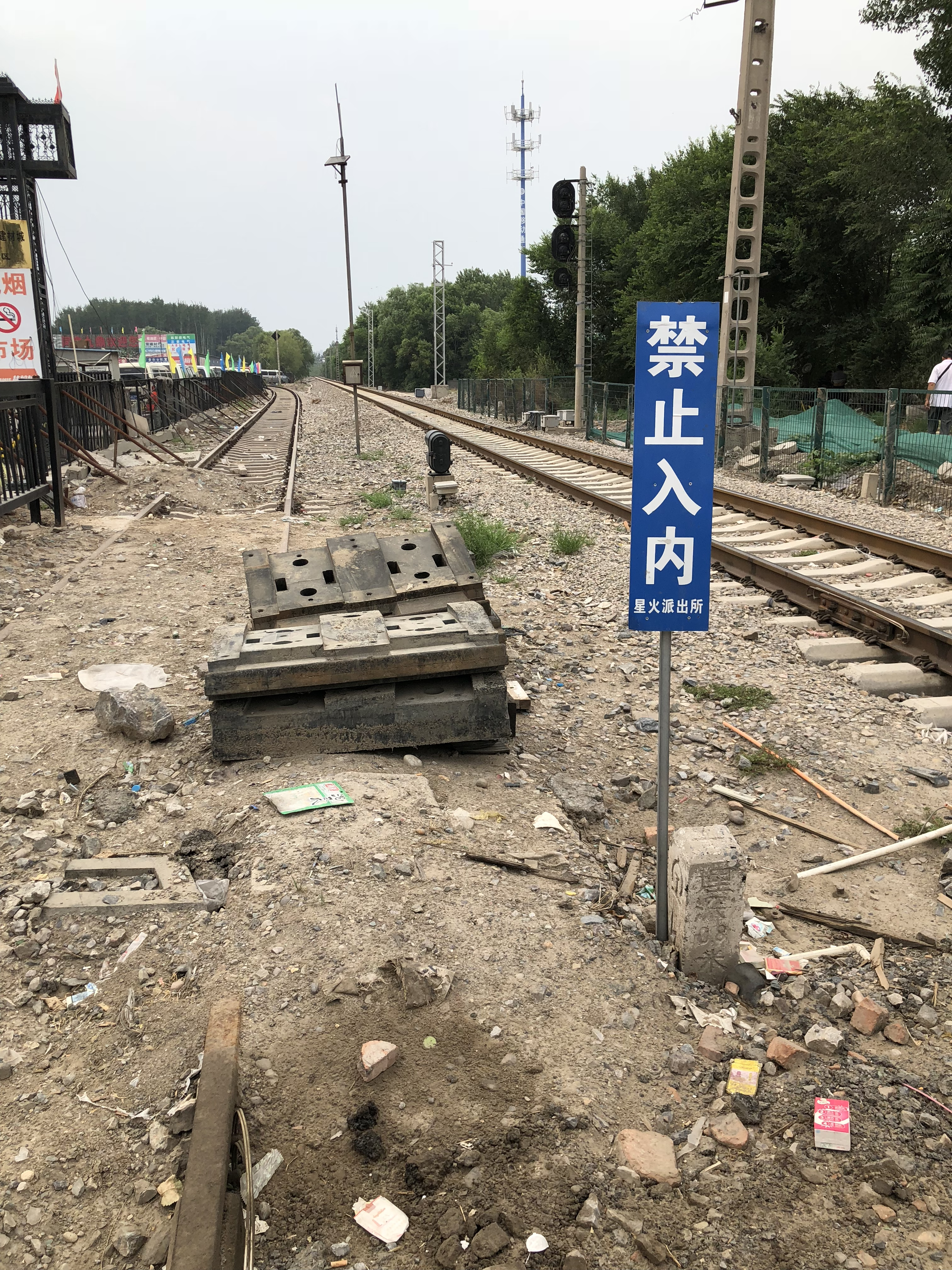
从望京站道口望向望和支线
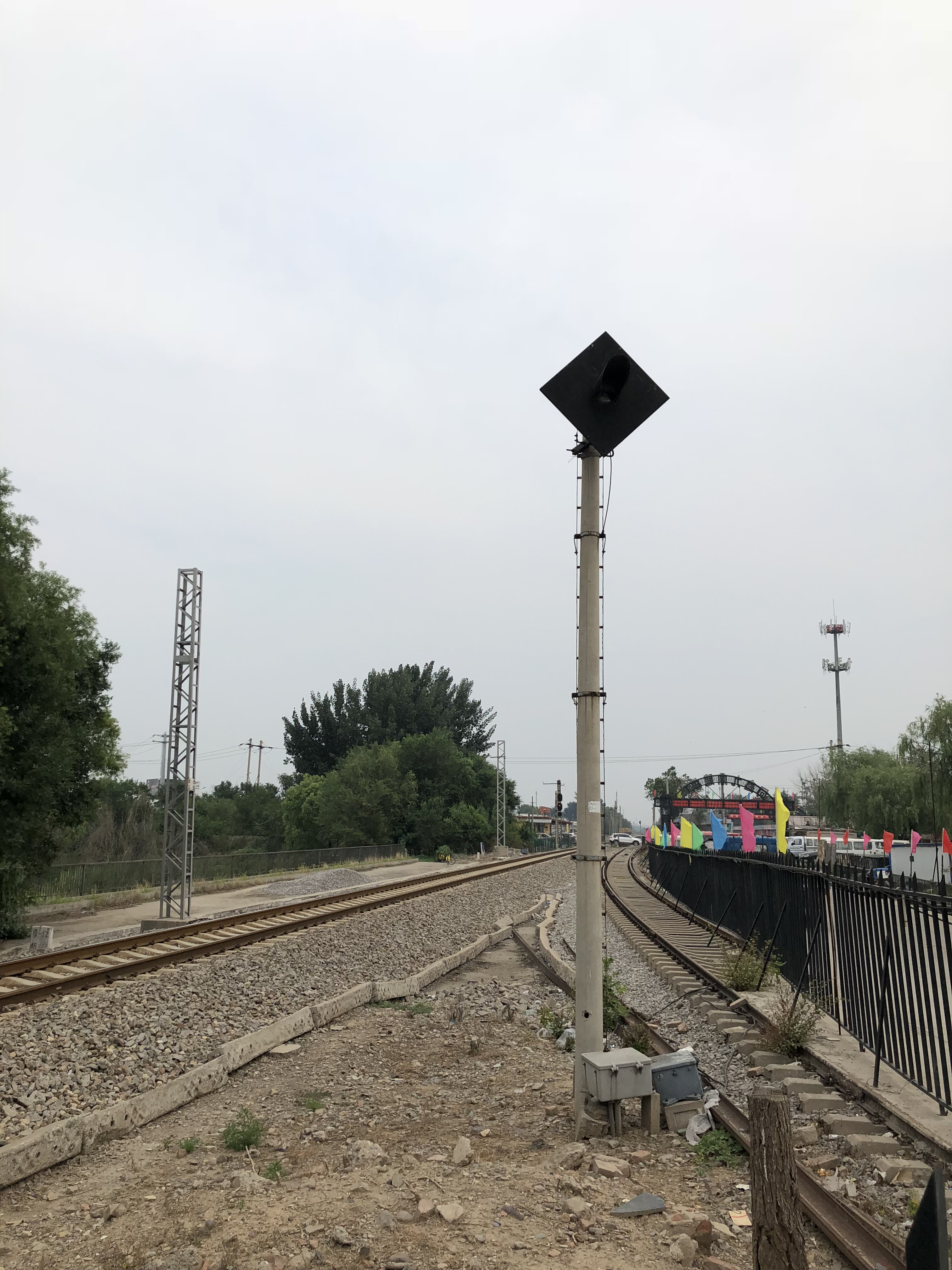
望和支线残余部分
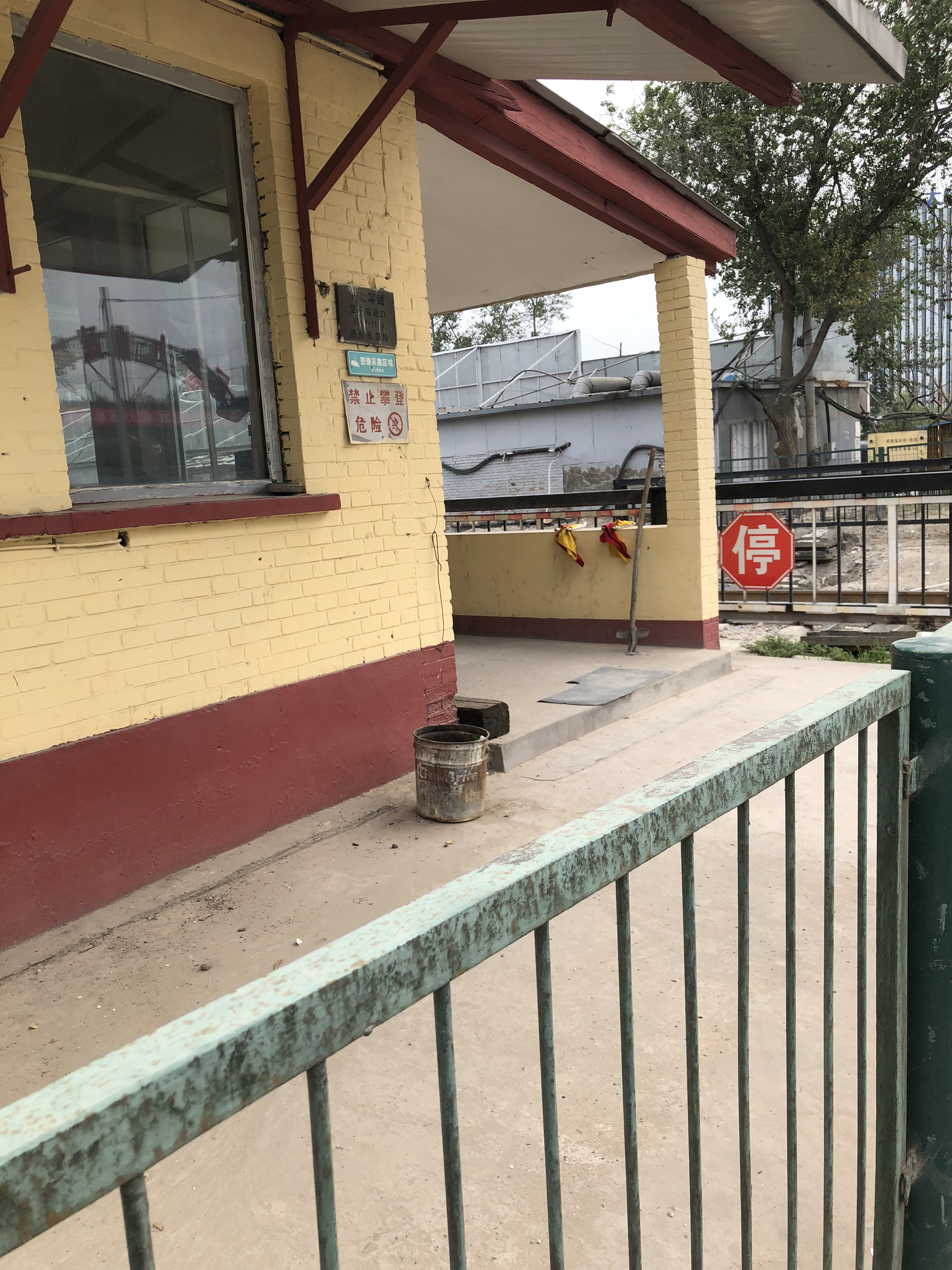
望京站道口